# کریس لوئیس (تنیس‌باز)
 کریس لوئیس (انگلیسی: Chris Lewis؛ زاده ۹ مارس ۱۹۵۷) یک تنیس‌باز اهل نیوزیلند است.